# Parapachyacris taiwanensis
Parapachyacris taiwanensis is een rechtvleugelig insect uit de familie veldsprinkhanen (Acrididae). De wetenschappelijke naam van deze soort is voor het eerst geldig gepubliceerd in 2008 door Yin & Yin.